# União das Freguesias de Ázere e Covelo
União das Freguesias de Ázere e Covelo, kurz Ázere e Covelo, ist eine portugiesische Gemeinde (Freguesia) im Kreis (Concelho) von Tábua. Sie umfasst eine Fläche von 24,47 km² und hat 926 Einwohner (Stand nach Zahlen von 2011).
Die Gemeinde entstand im Zuge der kommunalen Neuordnung Portugals nach den Kommunalwahlen am 29. September 2013, als Zusammenschluss der bisherigen Gemeinden Ázere und Covelo. Sitz der neuen Gemeinde wurde Ázere.